# Sabinów (powiat tomaszowski)
Sabinów – wieś w Polsce położona w województwie łódzkim, w powiecie tomaszowskim, w gminie Żelechlinek.
W latach 1975–1998 miejscowość administracyjnie należała do województwa piotrkowskiego.
W 2011 roku wieś zamieszkiwało 40 osób. 